# Herbert Walter Samuel
Herbert Walter Samuel (* 26. Dezember 1901 in Hamburg; † 16. April 1982 ebenda) war ein deutscher Politiker (FDP).

## Leben und Beruf
Nach dem Abitur wurde Herbert Samuel Mitglied des Freikorps Bahrenfeld, das sich am Kapp-Putsch durch die Besetzung des Hamburger Rathaus beteiligte. Er studierte Rechtswissenschaften und trat 1929 als Anwalt in die Sozietät seines Vaters Walter Ludwig Oscar Samuel am Neuen Wall ein. Da er als Sohn eines getauften Juden und einer Nichtjüdin als „Halbjude“ galt, wurde ihm am 25. April 1933 die Zulassung als Rechtsanwalt entzogen; wegen seiner Freikorpstätigkeit wurde er aber am 10. Juli desselben Jahres wieder zugelassen. In der Folge wurde er zwar von den Machthabern bedrängt, konnte seinen Beruf aber trotzdem ausüben. Seinem Vater hingegen wurde zum 30. November 1938 ein Berufsverbot erteilt. Nachdem sein Vater mit seiner nichtjüdischen Ehefrau in eine Judenwohnung ziehen sollte, nahm dieser sich am 25. März 1943 das Leben. Ab November 1944 wurde Herbert Walter Samuel von der Gestapo für das „Sonderkommando J“ zwangsverpflichtet, bei dem Juden, die aufgrund einer privilegierten Mischehe in Hamburg bleiben durften zu besonders gefährlichen Aufräumungs- und Bergungsarbeiten gezwungen wurden.
Nach dem Zweiten Weltkrieg engagierte sich Samuel neben seiner beruflichen Tätigkeit für die Alsterdorfer Anstalten, deren Vorstandsvorsitzender er von 1964 bis 1981 war, nachdem er bereits seit 1958 dem Vorstand angehört hatte. Diese Tätigkeit führte zu seinem Beinamen „Anwalt der Menschlichkeit“. Er war außerdem seit 1956 Mitglied im Kuratorium der „Stiftung zur Förderung der hamburgischen Kunstsammlungen“ und seit 1969 Aufsichtsratsmitglied der Hamburgischen Staatsoper. Zudem gehörte Samuel von 1955 bis 1970 dem Preisrichterkollegium für die Verleihung des Edwin-Scharff-Preises an. Schließlich wurde er 1971 zum Vorsitzenden des Hamburger Landesverbandes im Volksbund Deutsche Kriegsgräberfürsorge gewählt.

## Partei
In der Weimarer Republik stand Samuel deutschnationalen und republikfeindlichen Kreisen nahe. Seine Erfahrungen mit der Verfolgung im Nationalsozialismus wandelten ihn zum überzeugten Demokraten. Er war im September 1945 Mitbegründer der FDP Hamburg. Nach dem Wahlerfolg des Hamburg-Blocks bei der Bürgerschaftswahl 1953 bewarb er sich um ein Senatorenamt, konnte sich jedoch auf der entscheidenden Sitzung des FDP-Landesausschusses am 8. November 1953 nicht gegen die Kandidaten des Landesvorstandes durchsetzen.
1981 wurde er vom Landesparteitag zum Ehrenmitglied gewählt.

## Abgeordneter
Samuel war 1953 bis 1966 Mitglied der Hamburgischen Bürgerschaft. Dabei wurde er 1953 als Kandidat des Wahlbündnisses Hamburg-Block (CDU, FDP, DP, GB/BHE) und ab 1957 als FDP-Kandidat gewählt. Bereits 1954 wurde er als Nachfolger des verstorbenen Harald Abatz Vizepräsident der Bürgerschaft, ein Amt, das er bis zu seinem Ausscheiden aus dem Parlament innehatte.
Von 1957 bis 1978 war Samuel Deputierter der Justizbehörde. Zeitweise gehörte er auch dem Richterwahlausschuss und der Deputation der Kulturbehörde an.

## Ehrungen
Samuel wurde vom Hamburger Senat am 17. Dezember 1971 mit der "Medaille für treue Arbeit im Dienste des Volkes" ausgezeichnet. 1979 verlieh ihm der Hamburgische Anwaltverein den Emil-von-Sauer-Preis.